# Ana Dabović
Ana Dabović (ur. 18 sierpnia 1989 w Cetynii) – serbska koszykarka grająca na pozycji rozgrywającej, reprezentantka kraju, obecnie zawodniczka Lattes Montpellier.
7 maja 2011 podpisała roczny kontrakt z Wisłą Can Pack Kraków. Jest siostrą koszykarki Milicy Dabović. W sezonie 2010/2011 w rywalizacji w ramach EuroCup Women koszykarka notowała średnio 20,3 punktu na mecz – będąc liderką całych rozgrywek. Może pochwalić się również średnią 4,6 asysty w spotkaniu – co dało jej drugie miejsce w rankingu wszystkich zawodniczek. Koszykarka zbierała średnio 5,6 piłki na mecz. W sezonie 2011/2012 razem z Wisłą Kraków zdobyła Mistrzostwo Polski.

## Osiągnięcia
Stan na 22 maja 2021, na podstawie, o ile nie zaznaczono inaczej.

### WNBA
- Mistrzyni WNBA (2016)
- Zaliczona do I składu debiutantek WNBA (2015)

### Drużynowe
- Mistrzyni:
  - Eurocup (2014)
  - Polski (2012)
  - Turcji (2018)
- Wicemistrzyni Francji (2019, 2021)[4]
- Zdobywczyni Pucharu Polski (2012)
- Finalistka Superpucharu Francji (2019)

### Indywidualne
- Serbska koszykarka roku (2015)
- Liderka strzelczyń:
  - Eurocup (2011)
  - ligi:
    - adriatyckiej (2006)
    - rosyjskiej (2011)

### Reprezentacja
Drużynowe
- Mistrzyni Europy (2015)
- Wicemistrzyni:
  - igrzysk śródziemnomorskich (2009)
  - Europy U–18 (2006)
- Brązowa medalistka:
  - olimpijska (2016)
  - mistrzostw Europy:
    - 2019
    - Europy U–20 (2008)
- Uczestniczka mistrzostw:
  - świata (2014 – 8. miejsce)
  - Europy:
    - 2013 – 4. miejsce, 2015, 2017 – 11. miejsce
    - U–20 (2008, 2009 – 7. miejsce)

Indywidualne
- MVP EuroBasketu (2015)
- Zaliczona do I składu mistrzostw Europy (2015)